# Axe historique

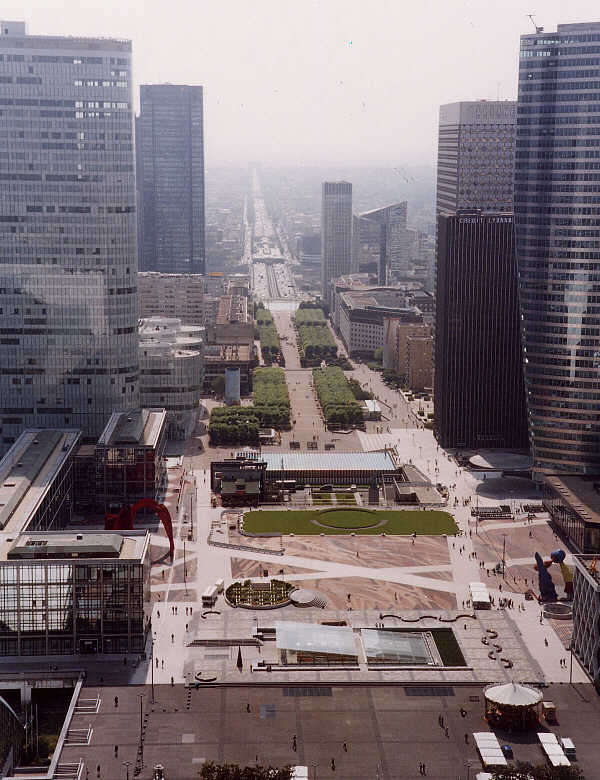
Pohled z Grande Arche do centra Paříže po historické ose

Axe historique, neboli česky Historická osa je jednou ze základních os Paříže. Vychází z jejího samého středu severozápadním směrem. Je též známá pod názvem Voie Triomphale (triumfální cesta).

## Trasa
Axe historique začíná u muzea Louvre, pokračuje přes Tuilerijské zahrady k malému vítěznému oblouku Arc de Triomphe du Carrousel, dále pak přes Place de la Concorde a přes Avenue des Champs-Élysées k velkému Vítěznému oblouku. Za ním pak vede přes třídu Avenue de la Grande Armée a přes most Pont de Neuilly do čtvrti La Défense, kde pokračuje již jako pěší zóna a vytváří osu celé této moderní čtvrti. Axe historique je ukončena tzv. Velkým obloukem (Grande Arche), monumentální, 110 m vysokou hranatou variací na vítězný oblouk, postavenou roku 1989 na počest dvousetletého výročí Velké francouzské revoluce. Třída pokračuje sice ještě dále na západ, ne však již v tak velkolepé podobě.

## Historický vývoj
Historie současné Axe historique se začala psát v 17. století, kdy vznikla dnes světoznámá Avenue des Champs-Élysées. Postavena byla ve stejné ose jako tehdejší Louvre i zahrady Tuileries. Až do časů vlády Ludvíka XV. však ještě obojí propojenou nebylo; v oblasti dnešního Place de la Concorde se nacházelo mnoho nízkých budov. Po jejich zboření bylo nové náměstí pojmenováno právě po Ludvíkovi. Roku 1836 byla Champs-Élysées opticky uzavřena vybudováním velkého vítězného oblouku na náměstí Place de l'Étoile. Další prodloužení osy na západ pokračovalo nedlouho poté, ale až v 20. století vznikla moderní čtvrť La Défense, do které byla osa zavedena. Zde již má podobu pěší zóny (Esplanade de la Défense) s různými sady a fontánami. Velká Archa, stejně jako velký Vítězný oblouk, ukončila další část historické osy. Existují i mnohé plány do budoucna, počítající s jejím prodloužením (případně až za město Nanterre), avšak znamenalo by to celou osu mírně ohnout.